# Chicago Film Critics Association Award per il miglior regista
Il Chicago Film Critics Association Award per il miglior regista (CFCA for Best Director) è una categoria di premi assegnata dalla Chicago Film Critics Association, per il miglior regista dell'anno.
A differenza di altri tipi di premi, essa è stata consegnata ininterrottamente dal 1989 in poi.

## Vincitori e candidati
I vincitori sono indicati in grassetto, con a seguire gli eventuali altri candidati.

### Anni 1980
- 1988
  - Robert Zemeckis - Chi ha incastrato Roger Rabbit (Who Framed Roger Rabbit)
- 1989
  - Spike Lee - Fa' la cosa giusta (Do the Right Thing)

### Anni 1990
- 1990
  - Martin Scorsese - Quei bravi ragazzi (Goodfellas)
  - Kevin Costner - Balla coi lupi (Dances With Wolves)
  - Clint Eastwood - Cacciatore bianco, cuore nero (White Hunter, Black Heart)
- 1991
  - Jonathan Demme - Il silenzio degli innocenti (The Silence of the Lambs)
  - Joel ed Ethan Coen - Barton Fink - È successo a Hollywood (Barton Fink)
  - Ridley Scott - Thelma & Louise
- 1992
  - Robert Altman - I protagonisti (The Player)
- 1993
  - Steven Spielberg - Schindler's List - La lista di Schindler (Schindler's List)
- 1994
  - Quentin Tarantino - Pulp Fiction
- 1995
  - Oliver Stone - Gli intrighi del potere - Nixon (Nixon)
  - Clint Eastwood - I ponti di Madison County (The Bridges of Madison County)
  - Mike Figgis - Via da Las Vegas (Leaving Las Vegas)
  - David Fincher - Seven (Se7en)
  - Ron Howard - Apollo 13
  - Martin Scorsese - Casinò (Casino)
- 1996
  - Joel ed Ethan Coen - Fargo
  - Miloš Forman - Larry Flynt - Oltre lo scandalo (The People vs. Larry Flynt)
  - Mike Leigh - Segreti e bugie (Secrets & Lies)
  - John Sayles - Stella solitaria (Lone Star)
  - Lars von Trier - Le onde del destino (Breaking the Waves)
- 1997
  - Curtis Hanson - L.A. Confidential
  - Paul Thomas Anderson - Boogie Nights - L'altra Hollywood (Boogie Nights)
  - James L. Brooks - Qualcosa è cambiato (As Good as It Gets)
  - James Cameron - Titanic
  - Atom Egoyan - Il dolce domani (The Sweet Hereafter)
  - Ang Lee - Tempesta di ghiaccio (The Ice Storm)
- 1998
  - Terrence Malick - La sottile linea rossa (The Thin Red Line)
  - John Boorman - The General
  - Neil Jordan - The Butcher Boy
  - Steven Spielberg - Salvate il soldato Ryan (Saving Private Ryan)
  - Peter Weir - The Truman Show
- 1999
  - Sam Mendes - American Beauty
  - Paul Thomas Anderson - Magnolia
  - Spike Jonze - Essere John Malkovich (Being John Malkovich)
  - Stanley Kubrick - Eyes Wide Shut
  - David Lynch - Una storia vera (The Straight Story)

### Anni 2000
- 2000
  - Steven Soderbergh - Traffic
  - Darren Aronofsky - Requiem for a Dream
  - Cameron Crowe - Quasi famosi (Almost Famous)
  - Ang Lee - La tigre e il dragone (Wòhǔ Cánglóng)
  - Robert Zemeckis - Cast Away
- 2001
  - David Lynch - Mulholland Drive (Mulholland Dr.)
  - Robert Altman - Gosford Park
  - Ron Howard - A Beautiful Mind
  - Peter Jackson - Il Signore degli Anelli - La Compagnia dell'Anello (The Lord of the Rings: The Fellowship of the Ring)
  - Baz Luhrmann - Moulin Rouge!
- 2002
  - Todd Haynes - Lontano dal Paradiso (Far from Heaven)
  - Paul Thomas Anderson - Ubriaco d'amore (Punch-Drunk Love)
  - Peter Jackson - Il Signore degli Anelli - Le due torri (The Lord of the Rings: The Two Towers)
  - Alexander Payne - A proposito di Schmidt (About Schmidt)
  - Roman Polański - Il pianista (The Pianist)
  - Martin Scorsese - Gangs of New York
- 2003
  - Peter Jackson - Il Signore degli Anelli - Il ritorno del re (The Lord of the Rings: The Return of the King)
  - Tim Burton - Big Fish - Le storie di una vita incredibile (Big Fish)
  - Sofia Coppola - Lost in Translation - L'amore tradotto (Lost in Translation)
  - Clint Eastwood - Mystic River
  - Peter Weir - Master and Commander - Sfida ai confini del mare (Master and Commander: The Far Side of the World)
- 2004
  - Clint Eastwood - Million Dollar Baby
- 2005
  - David Cronenberg - A History of Violence
  - George Clooney - Good Night, and Good Luck.
  - Peter Jackson - King Kong
  - Ang Lee - I segreti di Brokeback Mountain (Brokeback Mountain)
  - Steven Spielberg - Munich
- 2006
  - Martin Scorsese - The Departed - Il bene e il male (The Departed)
  - Clint Eastwood - Lettere da Iwo Jima (Letters from Iwo Jima)
  - Stephen Frears - The Queen - La regina (The Queen)
  - Alejandro González Iñárritu - Babel
  - Paul Greengrass - United 93
- 2007
  - Joel ed Ethan Coen - Non è un paese per vecchi (No Country for Old Men)
  - Paul Thomas Anderson - Il petroliere (There Will Be Blood)
  - David Fincher - Zodiac
  - Tony Gilroy - Michael Clayton
  - Jason Reitman - Juno
- 2008
  - Danny Boyle - The Millionaire (Slumdog Millionaire)
  - David Fincher - Il curioso caso di Benjamin Button (The Curious Case of Benjamin Button)
  - Christopher Nolan - Il cavaliere oscuro (The Dark Knight)
  - Andrew Stanton - WALL•E
  - Gus Van Sant - Milk
- 2009
  - Kathryn Bigelow - The Hurt Locker
  - Joel ed Ethan Coen - A Serious Man
  - Spike Jonze - Nel paese delle creature selvagge (Where the Wild Things Are)
  - Jason Reitman - Tra le nuvole (Up in the Air)
  - Quentin Tarantino - Bastardi senza gloria - (Inglourious Basterds)

### Anni 2010
- 2010
  - David Fincher - The Social Network
  - Darren Aronofsky - Il cigno nero (Black Swan)
  - Debra Granik - Un gelido inverno (Winter's Bone)
  - Tom Hooper - Il discorso del re (The King's Speech)
  - Christopher Nolan - Inception
- 2011
  - Terrence Malick - The Tree of Life
  - Michel Hazanavicius - The Artist
  - Alexander Payne - Paradiso amaro (The Descendants)
  - Nicolas Winding Refn - Drive
  - Martin Scorsese - Hugo Cabret (Hugo)
- 2012
  - Kathryn Bigelow - Zero Dark Thirty
  - Ben Affleck - Argo
  - Paul Thomas Anderson - The Master
  - Steven Spielberg - Lincoln
  - Benh Zeitlin - Re della terra selvaggia (Beasts of the Southern Wild)
- 2013
  - Steve McQueen - 12 anni schiavo (12 Years a Slave)
  - Joel ed Ethan Coen - A proposito di Davis (Inside Llewyn Davis)
  - Alfonso Cuarón - Gravity
  - David O. Russell - American Hustle - L'apparenza inganna (American Hustle)
  - Spike Jonze - Lei (Her)
- 2014
  - Richard Linklater - Boyhood
  - Wes Anderson - Grand Budapest Hotel (The Grand Budapest Hotel)
  - David Fincher - L'amore bugiardo - Gone Girl (Gone Girl)
  - Alejandro González Iñárritu - Birdman
  - Christopher Nolan - Interstellar
- 2015
  - George Miller - Mad Max: Fury Road
  - Alejandro González Iñárritu - Revenant - Redivivo (The Revenant)
  - Todd Haynes - Carol
  - Tom McCarthy - Il caso Spotlight (Spotlight)
  - Adam McKay - La grande scommessa (The Big Short)
- 2016
  - Barry Jenkins - Moonlight
  - Damien Chazelle - La La Land
  - Pablo Larraín - Jackie
  - Kenneth Lonergan - Manchester by the Sea
  - Park Chan-wook - Mademoiselle (Agassi)
- 2017
  - Christopher Nolan - Dunkirk
  - Guillermo del Toro - La forma dell'acqua - The Shape of Water (The Shape of Water)
  - Greta Gerwig - Lady Bird
  - Luca Guadagnino - Chiamami col tuo nome (Call Me by Your Name)
  - Jordan Peele - Scappa - Get Out (Get Out)
- 2018
  - Alfonso Cuarón - Roma
  - Bradley Cooper - A Star Is Born
  - Yorgos Lanthimos - La favorita (The Favourite)
  - Lynne Ramsay - A Beautiful Day - You Were Never Really Here (You Were Never Really Here)
  - Paul Schrader - First Reformed - La creazione a rischio (First Reformed)
- 2019
  - Bong Joon-ho - Parasite (Gisaengchung)
  - Noah Baumbach - Storia di un matrimonio (Marriage Story)
  - Greta Gerwig - Piccole donne (Little Women)
  - Martin Scorsese - The Irishman
  - Quentin Tarantino - C'era una volta a... Hollywood (Once Upon a Time... in Hollywood)

### Anni 2020
- 2020[1][2]
  - Chloé Zhao - Nomadland
  - Emerald Fennell - Una donna promettente (Promising Young Woman)
  - Spike Lee - Da 5 Bloods - Come fratelli (Da 5 Bloods)
  - Steve McQueen - Lovers Rock
  - Kelly Reichardt - First Cow
- 2021[3][4]
  - Jane Campion - Il potere del cane (The Power of the Dog)
  - Paul Thomas Anderson - Licorice Pizza
  - Ryūsuke Hamaguchi - Drive My Car
  - David Lowery - Sir Gawain e il Cavaliere Verde (The Green Knight)
  - Steven Spielberg - West Side Story

- 2022[5][6]
  - Daniel Kwan e Daniel Scheinert - Everything Everywhere All at Once
  - Park Chan-wook - Decision to Leave (헤어질 결심)
  - Todd Field - Tár
  - Sarah Polley - Women Talking
  - S. S. Rajamouli - RRR

- 2023[7][8]
  - Christopher Nolan – Oppenheimer
  - Greta Gerwig – Barbie
  - Todd Haynes – May December
  - Yorgos Lanthimos – Povere creature! (Poor Things)
  - Martin Scorsese – Killers of the Flower Moon
- 2024[9]
  - RaMell Ross – Nickel Boys
  - Sean Baker – Anora
  - Brady Corbet – The Brutalist
  - Coralie Fargeat – The Substance
  - Jane Schoenbrun – Ho visto la TV brillare (I Saw the TV Glow)